# 内部殖民主义
内部殖民主义（英語：Internal colonialism）是指中央政权在一个国家内部采取与殖民主义有关的统治形式，与19世纪一国对另一国的殖民主义政策一样，中央政权把这种思路引入境内，经济上或者政治上的强势地区扮演着殖民者的角色，通过吸附被殖民区的资源形成利润，造就新兴的发达阶级和发达地区。国内殖民与帝国殖民在经济结构上相同。中央政权利用不同的经济政策手段奴役和剥削殖民区，实现经济掠夺。

## 理论提出
内部殖民主义理论是墨西哥人类学家冈萨雷斯·卡萨诺瓦和鲁道夫·斯坦夫海根于1960年代提出。尽管二战后的民族解放运动和非殖民化趋势使许多国家摆脱了来自外部的殖民主义统治和剥削，但是在一些国家的内部仍然存在着一种区域间剥削与被剥削的关系，这种统治阶级人为制造的剥削关系并非是常规的二元化理论、城乡关系理论和阶级关系理论所能解释的。内部殖民主义的统治和剥削关系是通过经济手段来实现的，比如政策上的歧视和迫害，这种方式违背了市场经济（即自由经济）。

## 危害性
内部殖民主义使被殖民区的成员失去了获得公平的生存发展机会，从而阻碍了社会和民族团结，甚至造成地域之间的仇恨，另一方面使得被殖民区长期处于贫困状态，不能按照市场规律正常发展，从而影响了市场规模的扩大，对殖民地的经济、社会造成严重危害。